# Capdenac-Gare
Capdenac-Gare település Franciaországban, Aveyron megyében. Lakosainak száma 4394 fő (2022. január 1.). Capdenac-Gare Asprières, Naussac, Causse-et-Diège, Sonnac és Capdenac községekkel határos.

## Népesség
A település népességének változása:
| Lakosok száma | 5937 | 5365 | 4818 | 4673 | 4516 | 4542 | 4505 | 4419 | 4400 | 4394 |
|               | 1968 | 1982 | 1990 | 2006 | 2013 | 2015 | 2017 | 2019 | 2020 | 2022 |